# Медісон Тауншип (округ Армстронг, Пенсільванія)
Медісон Тауншип (англ. Madison Township) — селище (англ. township) в США, в окрузі Армстронг штату Пенсільванія. Населення — 824 особи (2020).

## Демографія
Згідно з переписом 2010 року, у селищі мешкало 820 осіб у 354 домогосподарствах у складі 252 родин. Було 538 помешкань
Расовий склад населення:
| - 98,8 % — білих - 0,5 % — чорних або афроамериканців |

До двох чи більше рас належало 0,5 %. Частка іспаномовних становила 0,1 % від усіх жителів.
За віковим діапазоном населення розподілялося таким чином: 18,0 % — особи молодші 18 років, 63,8 % — особи у віці 18—64 років, 18,2 % — особи у віці 65 років та старші. Медіана віку мешканця становила 47,1 року. На 100 осіб жіночої статі у селищі припадало 104,5 чоловіків;  на 100 жінок у віці від 18 років та старших — 106,1 чоловіків також старших 18 років.
Середній дохід на одне домашнє господарство  становив 53 539 доларів США (медіана — 46 667), а середній дохід на одну сім'ю — 60 862 долари (медіана — 55 526). Медіана доходів становила 43 889 доларів для чоловіків та 31 053 долари для жінок. За межею бідності перебувало 9,9 % осіб, у тому числі 20,4 % дітей у віці до 18 років та 4,6 % осіб у віці 65 років та старших.
Цивільне працевлаштоване населення становило 434 особи. Основні галузі зайнятості: освіта, охорона здоров'я та соціальна допомога — 19,4 %, виробництво — 15,9 %, роздрібна торгівля — 12,0 %, сільське господарство, лісництво, риболовля — 10,6 %.